# Championnat d'Arabie saoudite de football 1984-1985
Navigation
Saison précédente Saison suivante
La saison 1984-1985 du Championnat d'Arabie saoudite de football est la neuvième édition du championnat de première division en Arabie saoudite. La Premier League regroupe les douze meilleurs clubs du pays au sein d'une poule unique où ils s'affrontent deux fois au cours de la saison, à domicile et à l'extérieur. À la fin de la compétition, les deux derniers du classement sont relégués et remplacés par les deux meilleurs clubs de deuxième division.
C'est le club d'Al-Hilal FC qui remporte le championnat en terminant en tête du classement final, avec trois points d'avance sur Al Shabab Riyad et huit sur un duo composé d'Al Ahli, tenant du titre, et d'Ettifaq FC. C'est le 3e titre de champion d'Arabie saoudite de l'histoire du club.

## Les clubs participants
| - Al Nasr Riyad - Al-Hilal FC - Al Ahli - Al Ittihad - Al Wehda - Ohud Médine - Promu de D2 | - Al Qadisiya Al Khubar - Al Shabab Riyad - Al Riyad SC - Al Jabalain - Promu de D2 - Ettifaq FC - Al-Nahda |

## Compétition

### Classement
Seul le total de points des équipes est connu. Le barème utilisé pour établir le classement est le suivant :
- Victoire : 2 points
- Match nul : 1 point
- Défaite : 0 point

| Rang | Équipe                | Pts | J  | G | N | P | Bp | Bc | Diff |
| ---- | --------------------- | --- | -- | - | - | - | -- | -- | ---- |
| 1    | Al-Hilal FC           | 37  | 22 |   |   |   |    |    |      |
| 2    | Al Shabab Riyad       | 34  | 22 |   |   |   |    |    |      |
| 3    | Al AhliT              | 29  | 22 |   |   |   |    |    |      |
| 4    | Ettifaq FC            | 29  | 22 |   |   |   |    |    |      |
| 5    | Al Nasr Riyad         | 25  | 22 |   |   |   |    |    |      |
| 6    | Al Ittihad            | 22  | 22 |   |   |   |    |    |      |
| 7    | Al Riyad SC           | 19  | 22 |   |   |   |    |    |      |
| 8    | Al Qadisiya Al Khubar | 19  | 22 |   |   |   |    |    |      |
| 9    | Al-Nahda              | 18  | 22 |   |   |   |    |    |      |
| 10   | Al Wehda              | 14  | 22 |   |   |   |    |    |      |
| 11   | Al JabalainP          | 11  | 22 |   |   |   |    |    |      |
| 12   | Ohud MédineP          | 7   | 22 |   |   |   |    |    |      |

|  | Qualification pour la Coupe du golfe des clubs champions 1986 et la Coupe des clubs champions arabes de football 1986 |
|  | Relégation directe en deuxième division                                                                               |
|  | T : Tenant du titre P : Promu de deuxième division                                                                    |

## Bilan de la saison
| Championnat d'Arabie saoudite de football 1984-1985 |                        |
| Champion                                            | Al-Hilal FC (3e titre) |
| Coupes et trophées                                  |                        |
| Vainqueur de la Coupe d'Arabie saoudite 1984-1985   | Non disputée           |
| Qualifications continentales                        |                        |
| Coupe du golfe des clubs champions 1986             | Al-Hilal FC            |
| Coupe des clubs champions arabes de football 1986   | Al-Hilal FC            |
| Promotions et relégations                           |                        |
| Promus en Premier League                            | Al Kawkab              |
| Promus en Premier League                            | Al Ta'ee Ha'il         |
| Relégués en First Division                          | Al Jabalain            |
| Relégués en First Division                          | Ohud Médine            |